# Lake Grace Shire
Lake Grace Shire är en kommun i Australien. Den ligger i delstaten Western Australia, omkring 360 kilometer öster om delstatshuvudstaden Perth. Antalet invånare var 1 268 vid folkräkningen 2016.
Följande samhällen finns i Lake Grace:
- Lake Grace
- Newdegate
- Lake King
- Neendaling